# Liste der Baudenkmäler in Schmidgaden
Auf dieser Seite sind die Baudenkmäler in der Oberpfälzer Gemeinde Schmidgaden zusammengestellt. Diese Tabelle ist eine Teilliste der Liste der Baudenkmäler in Bayern. Grundlage ist die Bayerische Denkmalliste, die auf Basis des Bayerischen Denkmalschutzgesetzes vom 1. Oktober 1973 erstmals erstellt wurde und seither durch das Bayerische Landesamt für Denkmalpflege geführt wird. Die folgenden Angaben ersetzen nicht die rechtsverbindliche Auskunft der Denkmalschutzbehörde.
 Die Liste gibt den Fortschreibungsstand vom 27. Juli 2016 wieder und umfasst neun Baudenkmäler.

## Baudenkmäler nach Ortsteilen

### Schmidgaden
| Lage                                    | Objekt                                    | Beschreibung | Akten-Nr.    | Bild           |
| --------------------------------------- | ----------------------------------------- | --- | ------------ | -------------- |
| Pfarrer-Willkofer-Straße 2 a (Standort) | Katholische Pfarrkirche Mariä Himmelfahrt | Verputzter Satteldachbau mit flachgedecktem Langhaus und geradem Chorabschluss, nach Osten angelegter Achteckturm mit Pyramidendach, heutiger Chorraum mit Sakristei und Turmunterbau im Kern mittelalterliche Kapelle des 14. Jahrhunderts, 1951 östliche Erweiterung um Langhaus und durchgreifende Umgestaltung; mit Ausstattung; Teil der Friedhofsmauer, Quadersteinmauer, Granit, 18. Jahrhundert; Kriegerdenkmal für die Opfer der Ersten und Zweiten Weltkrieges, Sockel mit Stele und beidseitigen Inschriftentafeln, bekrönt von Holzkruzifix, Sandstein und Granit, nach 1945; an der nördlichen Chorhauswand. | D-3-76-159-1 | weitere Bilder |

### Gösselsdorf
| Lage                      | Objekt                          | Beschreibung | Akten-Nr.    | Bild           |
| ------------------------- | ------------------------------- | --- | ------------ | -------------- |
| Gösselsdorf 15 (Standort) | Katholische Kirche Sankt Martin | Gotische Chorturmanlage, verputzter Satteldachbau mit Vorzeichen und eingezogenem Chorturm mit Pyramidendach, im 15. Jahrhundert erbaut, im 18. Jahrhundert umgestaltet; mit Ausstattung; Kirchhofmauer, Bruchsteinmauerwerk mit rundbogigem Eingangsportal. | D-3-76-159-2 | weitere Bilder |

### Legendorf
| Lage                   | Objekt        | Beschreibung                                                                                   | Akten-Nr.    | Bild |
| ---------------------- | ------------- | ---------------------------------------------------------------------------------------------- | ------------ | ---- |
| Legendorf 3 (Standort) | Wohnstallhaus | Erdgeschossiger und verputzter Satteldachbau mit hofseitigem Gredvordach, 18./19. Jahrhundert. | D-3-76-159-3 | BW   |

### Rottendorf
| Lage                             | Objekt                                | Beschreibung | Akten-Nr.    | Bild           |
| -------------------------------- | ------------------------------------- | --- | ------------ | -------------- |
| Hohersdorfer Straße 3 (Standort) | Katholische Pfarrkirche Sankt Andreas | Chorturmanlage, tonnengewölbtes Langhaus mit Stichkappen und eingezogenem Chorturm mit Pyramidendach, westliches Vorzeichen, im Kern gotisch, 1764 umgebaut; mit Ausstattung; Friedhofskapelle mit ehemaligem Karner, zweigeschossiger und verputzter Rundbau mit Kegeldach und gewölbtem Innenraum, wohl 13. Jahrhundert, Fenster im 18. Jahrhundert verändert; an der Außenwand Vesperbild, Sandstein, 1421; Friedhofsmauer, verputztes Mauerwerk mit gotischem Gewändeportal, im Kern mittelalterlich. | D-3-76-159-5 | weitere Bilder |
| Hohersdorfer Straße 5 (Standort) | Wohnhaus                              | Schmales zweigeschossiges Satteldachhaus mit hohem Kellergeschoss und gefastem Rundbogeneingang, Anfang 18. Jahrhundert. | D-3-76-159-4 | BW             |
| Sankt Magdalena (Standort)       | Waldkapelle Sankt Magdalena           | Verputzter Satteldachbau mit Rundbogeneingang, rückseitig in Waldhügel gebaut, 18. Jahrhundert; mit Ausstattung; am Wanderweg, westlich des Grimmerbachs. | D-3-76-159-6 | weitere Bilder |

### Trisching
| Lage                            | Objekt                                                  | Beschreibung | Akten-Nr.     | Bild           |
| ------------------------------- | ------------------------------------------------------- | --- | ------------- | -------------- |
| Dorfplatz 4 (Standort)          | Katholische Kirche Sankt Nikolaus, jetzt Friedhofkirche | Gotische Chorturmanlage, verputzter Satteldachbau mit eingezogenem Chor im Westturm mit Spitzhelm, 14./15. Jahrhundert, Turm 1628 nach Einsturz wiederhergestellt; mit Ausstattung; Friedhofsmauer, verputztes Mauerwerk; Kriegerdenkmal für die Gefallenen des Ersten und Zweiten Weltkrieges, Stele über gestuftem Sockel mit bekrönender Soldatenfigur, Kalkstein, nach 1945; nordöstlich der Kirche. | D-3-76-159-9  | weitere Bilder |
| Wolfringer Straße 8 (Standort)  | Hoftor                                                  | Überwiegend verputztes Quadersteinmauerwerk mit rundbogigem Durchfahrtstor, vor 1800; davor Schauerkreuz, Dreinageltypus mit Überdachung und Beifigur der Maria, gefasstes Holz, 18./19. Jahrhundert. | D-3-76-159-8  | Hoftor         |
| Wolfringer Straße 14 (Standort) | Bildstock                                               | Stele mit rundbogigem Abschluss und Bildnische, darüber neugotische Zierbekrönung und Eisenkruzifix mit Beifigur, Sandstein, bezeichnet 1876, Malerei neuer. | D-3-76-159-10 | BW             |

## Ehemalige Baudenkmäler
In diesem Abschnitt sind Objekte aufgeführt, die früher einmal in der Denkmalliste eingetragen waren, jetzt aber nicht mehr. Objekte, die in anderem Zusammenhang also z. B. als Teil eines Baudenkmals weiter eingetragen sind, sollen hier nicht aufgeführt werden. Aktennummern in diesem Abschnitt sind ehemalige, jetzt nicht mehr gültige Aktennummern.

| Lage                        | Objekt                   | Beschreibung                                                                     | Akten-Nr.    | Bild |
| --------------------------- | ------------------------ | -------------------------------------------------------------------------------- | ------------ | ---- |
| Trisching Haus Nummer 34 () | Rundbogiges Steingewände | Mit ornamentiertem Keilstein als Eingang zum Gewölbestall, Ende 18. Jahrhundert. | D-3-76-159-7 |      |